# اتو فاهر
اتو فاهر (آلمانی: Otto Fahr; ۱۹ اوت ۱۸۹۲ – ۲۸ فوریهٔ ۱۹۶۹) شناگر اهل آلمان بود.